# Otto Heinig
Otto Heinig (* 28. Februar 1898 in Altenburg; † 26. Dezember 1952) war ein deutscher Politiker (KPD/SED) und Widerstandskämpfer gegen den Nationalsozialismus.

## Leben
Heinig wurde als Sohn eines Geschirrführers in Altenburg geboren. Er hatte 18 Geschwister, von denen aber nur elf am Leben blieben. Er zog mit den Eltern und seinen Geschwistern 1904 nach Borna um, da die Braunkohlengruben bessere Verdienstmöglichkeiten boten. Von 1904 bis 1912 besuchte er dort die Bürgerschule („Dinterschule“). Aufgrund seiner guten schulischen Leistungen sollte er auf Anraten seiner Lehrer ebenfalls den Lehrerberuf ergreifen. Die Eltern konnten jedoch kein Studium finanzieren. Nach der Schulentlassung arbeitete Heinig in der Landwirtschaft und später in die Industrie sowie als Bergmann. 
1919 trat Heinig der Gewerkschaft bei und nahm 1920 aktiv an den Kämpfen gegen die Kapp-Putschisten in Borna teil. 1922 wurde er Mitglied der Kommunistischen Partei Deutschlands (KPD). Von 1924 bis 1931 war er Stadtverordneter der KPD in Borna. 1930 berief ihn die KPD zum Politischen Sekretär und Unterbezirksleiter in Borna. Diese Funktion übte Heinig anschließend von 1931 bis 1933 in Bautzen und ab 1933 in Leipzig aus.
Nach der „Machtergreifung“ der Nationalsozialisten arbeitete er illegal für die KPD weiter. Am 14. Mai 1933 fand eine Beratung der KPD-Bezirksleitung in der Sächsischen Schweiz am Brand statt. An dieser nahmen neben Heinig auch Karl Ferlemann, Kurt Kretzschmar, Rudolf Lindau, Widmayer, Oskar Plenge, Martin Schneider und Willy Mehlhorn teil. Im September 1933 wurde der bisherige KPD-Bezirk Sachsen entsprechend den Erfordernissen des illegalen Kampfes neu gegliedert. Es entstanden die Bezirksleitungen Chemnitz, Dresden, Leipzig und Zwickau-Plauen. Der Bezirksleitung Dresden gehörten neben Heinig auch Rolf Axen, Rudolf Lindau, Gerhard Dürlich und andere an. Am 5. Januar 1934 wurde Heinig in Dresden verhaftet und später wegen Vorbereitung zum Hochverrat zu zwei Jahren und neun Monaten Zuchthaus verurteilt. Er war in den Konzentrationslager Sachsenburg und Sachsenhausen inhaftiert. Im April 1939 entlassen, arbeitete er anschließend beim Straßenbau. 1944 wurde er in das Strafbataillon 999 gepresst. 
Nach Kriegsende geriet er in US-amerikanische Kriegsgefangenschaft. 1947 wurde er entlassen und kehrte in seine sächsische Heimat zurück. Nach seiner Rückkehr übernahm er sofort verantwortliche Funktionen für die Sozialistische Einheitspartei Deutschlands (SED): von 1947 bis 1948 war er Sekretär der Stadtleitung, danach bis 1949 Kreissekretär der SED in Borna. Heinig gehörte auch dem Kreis-Blockausschuss an und war als Stadtrat in Borna tätig. 1949 wählten ihn die Genossen im Kombinat Espenhain zum Sekretär ihrer Betriebsparteiorganisation. Durch die Folgen der langen und schweren Haft verschlechterte sich jedoch sein Gesundheitszustand. Heinig verstarb Weihnachten 1952 im Alter von 54 Jahren.

## Ehrungen
- Nach ihm sind die Otto-Heinig-Straße und das Otto-Heinig-Stadion in Espenhain benannt.
- Die Otto-Heinig-Straße in Borna wurde nach der Wende in Theodor-Storm-Straße umbenannt.